# یوسف خان (بازیگر پاکستانی)
یوسف خان (اردو: یوسف خان؛ ۱۹۲۹ – ۲۰ سپتامبر ۲۰۰۹) بازیگر اهل پاکستان بود. وی بین سال‌های ۱۹۵۴ تا ۲۰۰۶ میلادی فعالیت می‌کرد. وی در ۴۶ سال فعالیت هنری در بیش از ۴۰۰ فیلم سینمایی به زبان‌های اردو، پنجابی و پشتو حضور داشته‌است.
یوسف خان همچنین برندهٔ جوایزی همچون جایزه نگار شده‌است.